# Pardon (Prozession)

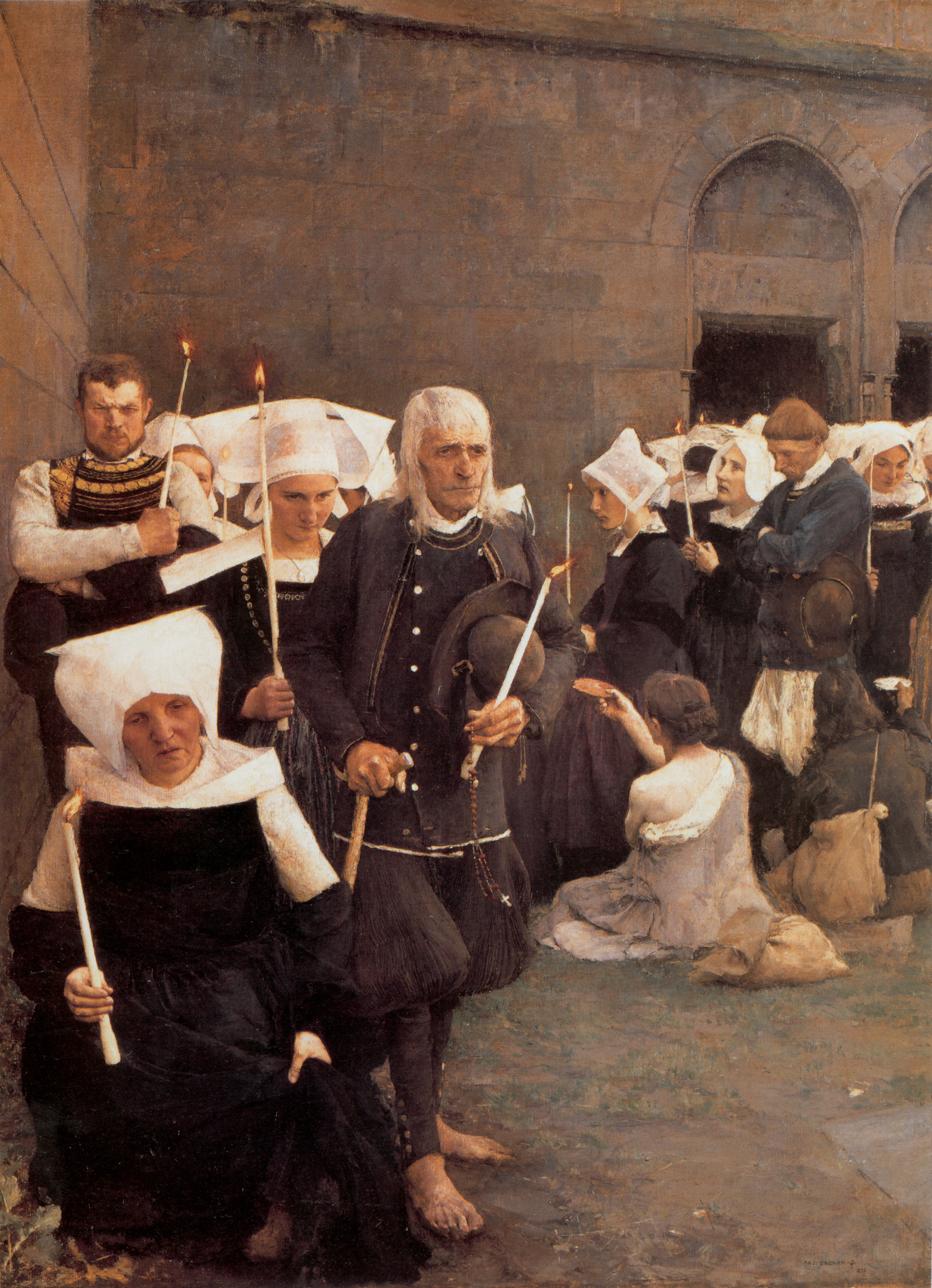
Pardon in der Bretagne

Der Pardon („Bitte um Vergebung“) ist ein vor allem in der Bretagne gebräuchlicher Begriff für eine Prozession.
Anlässlich lokaler Heiligenfeste versammeln sich die Gläubigen in der Kirche und folgen anschließend der Prozession, an deren Endpunkt meist Darbietungen des Brauchtums sowie ein Volksfest stattfinden.
Beim „Meeres-Pardon“ zieht die Menge zum Hafen, wo die Segnung der Schiffe erfolgt.
Anlässlich der Pardons finden auch Wallfahrten statt. So stellt der bretonische Tro-Breizh („Bretagne-Rundgang“) eine mehr als 500 Kilometer lange Wallfahrt der Gläubigen zu den Gräbern der sieben bretonischen Gründerheiligen in Dol-de-Bretagne, Saint-Malo, Saint-Brieuc, Tréguier, Saint-Pol-de-Léon, Quimper und Vannes dar.